# Camocim de São Félix
Camocim de São Félix là một đô thị thuộc bang Pernambuco, Brasil. Đô thị này có diện tích 50,869 km², dân số năm 2007 là 15982 người, mật độ 314,18 người/km².